# شاخ‌چنگالان
شاخ‌چنگالان (نام علمی: Antilocapridae) نام یک خانواده از راسته جفت‌سم‌سانان است که بومی آمریکای شمالی هستند. نزدیک‌ترین خویشاوندان منقرض‌نشدهٔ آن‌ها زرافه‌ها هستند و تنها گونه باقی‌مانده از این خانواده، گونهٔ شاخ چنگالی (Antilocapra americana) است.